# Maria João Luís

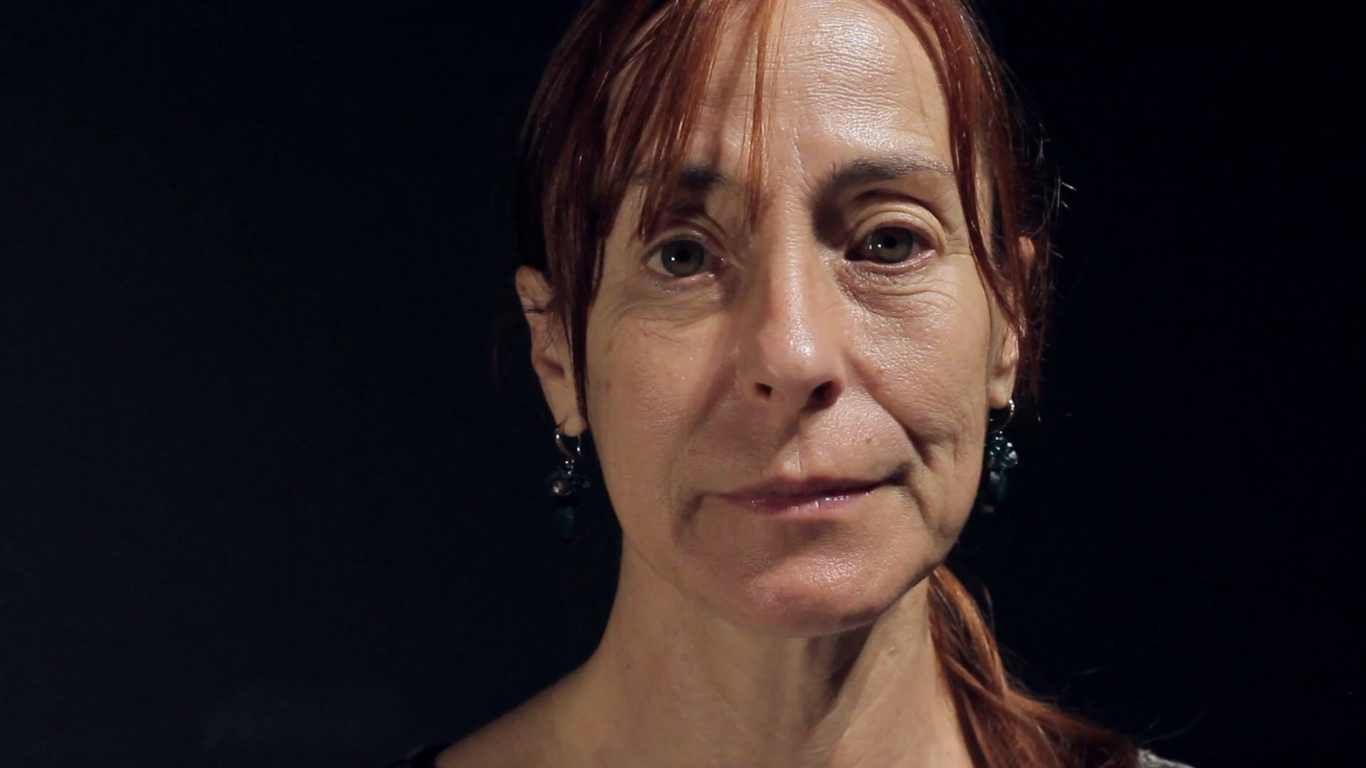
Maria João Luís (2019)

Maria João Correia Luís (* 30. Dezember 1964 in Lissabon) ist eine portugiesische Theater-, Film- und Fernseh-Schauspielerin. Auch als Synchronsprecherin ist sie tätig. 2023 führte sie erstmals selbst Regie bei einem Film.

## Leben
Nach dem 10. Schuljahr verließ sie ihre Schule Escola António Arroio in ihrer Heimatstadt und wandte sich in jugendlichem Eifer verschiedenen Richtungen zu. Sie engagierte sich dann vor allem politisch, insbesondere in der Comissão dos Direitos do Povo Maubere, einer Menschenrechtsorganisation für die Bevölkerung der damals indonesisch besetzten ehemaligen portugiesischen Kolonie Osttimor. Als dort 1985 die Schauspielerin Maria do Céu Guerra bei Lyrikabenden auftrat, lernten sie sich kennen. Guerra ahnte ihr Talent und ermunterte sie, sich als Schauspielerin an ihrem Theater A Barraca zu versuchen. Luís akzeptiert in Erwartung neuer Erfahrungen, aber ohne weitere Ambitionen.
Nach mehreren kleinen Rollen und Aushilfsauftritten in der Barraca gab ihr Regisseur Helder Costa 1988 in seinem im Lissabonner Ritz Club aufgeführten Stück O Baile, das auf einer Idee von Jean-Claude Penchenat und Ettore Scolas Film Le Bal – Der Tanzpalast basiert, eine Hauptrolle. Sie begeisterte das Publikum und beschloss nach dieser Erfahrung, Berufsschauspielerin zu werden

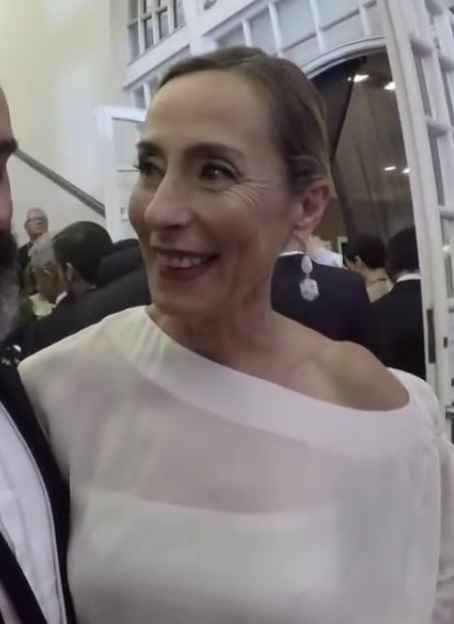
Maria João Luís bei den Globos de Ouro 2017

Es folgte eine Vielzahl Engagements in klassischen und modernen, und in ernsten wie komischen Stücken, von Brecht bis Gil Vicente. Zu nennen u. a. João D`Avilas Inszenierung von David Mourão-Ferreiras Stück O Irmão an der Casa da Comédia (1989), Filipe La Férias Inszenierung von Mário Cláudios Stück A Ilha do Oriente an der Casa de Arte Moderna (1989), Rui Mendes Aufführung von Shakespeares Sommernachtstraum am Teatro Malaposta (1991), Adriano Luz´ Inszenierung von Eduarda Dionísios Antes que a Noite Venha am Teatro Bairro Alto (1992), António José da Silvas Stück Guerras do Alecrim e Mangerona (dt. Titel: Kriege zwischen Rosmarin und Majoran) im Teatro Comuna (Regie João Mota, 1994), die Popol-Vuh-Aufführung im Centro Cultural de Belém (1997) oder unter Diogo Dórias Regie in Nathalie Sarrautes É bonito (dt. Titel: Das ist schön) am Instituto Franco-Português (2001).
Daneben wurde sie auch zunehmend vom Fernsehen entdeckt und in Fernsehfilmen, später auch in Serien und Telenovelas besetzt. Ihre enorme Bühnenpräsenz zeigte sie auch immer wieder in Produktionen des portugiesischen Kinos, etwa als ehrfurchtgebietende Richterin in Camarate (2001), als zerbrechliche Frau im Frauendrama Jogo de Damas (2015), oder in den grotesken Gesellschaftskomödien Tráfico (1998) und La Femme qui croyait être Présidente des États-Unis (A Mulher que Acreditava Ser Presidente dos Estados Unidos da América, 2003). Auch in internationalen Produktionen spielte sie gelegentlich, darunter der deutsche Film Die innere Sicherheit (2000).
2021 erhielt sie den portugiesischen Film- und Fernsehpreis Globo de Ouro für ihre Leistungen in über 25 Jahren vor der Filmkamera.
2023 führte sie erstmals selbst Regie bei einem Film. Mit dem Fernsehfilm A Hora dos Lobos, Teil der RTP-Reihe Contado por Mulheres von Fernsehfilmen von Frauen (erste Folge der zweiten Staffel), verfilmte sie den 1944 erschienenen Roman Alcateia des neorealistischen Schriftstellers Carlos de Oliveira.

## Filmografie

### Schauspielerin
- 1986: Um Homem é um Homem (Fernsehfilm); Regie: Ferrão Katzenstein
- 1986: Fernão, Mentes? (Fernsehfilm); Regie: Helder Duarte
- 1987: Um Dia na Capital do Império (Fernsehfilm); Regie: Helder Duarte
- 1988: O Corrijidor; Regie: Artur Ramos
- 1988: Topaze (Miniserie, 3 Folgen)
- 1989: Crime à Portuguesa (Miniserie, 3 Folgen)
- 1989: Rua Sésamo (portugiesische Sesamstraße, 1 Folge)
- 1990: Um Amor Feliz (Miniserie, 4 Folgen)
- 1991: Am Ende einer Kindheit (A Idade Maior); Regie: Teresa Villaverde
- 1992: A Árvore (Miniserie, 3 Folgen)
- 1992: Um Crime Perfeito (Fernsehfilm); Regie: Luís Filipe Costa
- 1992: A Porta (Fernsehserie, 2 Folgen)
- 1992: Die vier Elemente: Die Luft – Mein Geburtstag (No Dia dos Meus Anos) (Synchronstimme); Regie: João Botelho
- 1992: S.O.S. Stress; Regie: Sérgio Godinho
- 1992–1993: Cinzas (Telenovela, 150 Folgen)
- 1993: O Fim do Mundo; Regie: João Mário Grilo
- 1993: Encontros Imperfeitos; Regie: Jorge Marecos Duarte
- 1993: Coitado do Jorge (Synchronstimme); Regie: Jorge Silva Melo
- 1993: Hier auf Erden (Aqui na Terra) (Synchronstimme); Regie: João Botelho
- 1993: Terra Instável (Fernsehserie, 1 Folge)
- 1993: Portugal e o Mar – 8 Séculos de História (Fernsehserie, 1 Folge)
- 1993: Comédia de Camas (Fernsehfilm); Regie: Luís Filipe Costa
- 1993–1994: Verão Quente (Telenovela, 130 Folgen)
- 1995: Guerras de Alecrim e Manjerona (Fernsehfilm); Regie: Ferrão Katzenstein
- 1996: Alhos e Bugalhos (Fernsehserie)
- 1996: Sim, Sr. Ministro (Fernsehserie)
- 1996–1997: Polícias (Fernsehserie, 26 Folgen)
- 1997: O Homem do Comboio (Kurzfilm); Regie: Elsa Bruxelas, Ricardo Rezende
- 1997: A Rapariga de Varsóvia (Fernsehfilm); Regie: Artur Ramos
- 1998: Médico de Família (Fernsehserie, 1 Folge)
- 1998: Tráfico; Regie: João Botelho
- 1998–1999: Os Lobos (Telenovela, 200 Folgen)
- 1999: Mal (Synchronstimme); Regie: Alberto Seixas Santos
- 1999: Jornalistas (Fernsehserie, 1 Folge)
- 1999–2000: Cruzamentos (Fernsehserie, 13 Folgen)
- 1999–2002: Residencial Tejo (Comedyserie, 63 Folgen)
- 2000: Crianças SOS (Fernsehserie, 1 Folge)
- 2000: Bernadette von Lourdes Lourdes; Regie: Lodovico Gasparini
- 2000: Die innere Sicherheit; Regie: Christian Petzold
- 2000–2001: O Bairro da Fonte (Fernsehserie, 15 Folgen)
- 2000–2001: Ajuste de Contas (Telenovela, 150 Folgen)
- 2001: Ganância (Telenovela, 150 Folgen)
- 2001: Camarate; Regie: Luís Filipe Rocha
- 2001: Segredo de justiça (Fernsehserie, 1 Folge)
- 2001: O Número Que Marcou Não se Encontra Atribuido (Kurzfilm); Regie: António Duarte
- 2002: Crónica Feminina (Kurzfilm); Regie: Gonçalo Luz
- 2002: Fúria de Viver (Telenovela, 150 Folgen)
- 2003: A Mulher que Acreditava Ser Presidente dos Estados Unidos da América; Regie: João Botelho
- 2003: O Meu Sósia E Eu (Fernsehfilm); Regie: Tiago Guedes
- 2003: O Jogo (Fernsehserie)
- 2003: Debaixo da Cama; Regie: Bruno Niel
- 2003–2004: Queridas Feras (Telenovela, 210 Folgen)
- 2004–2005: Mistura Fina (Telenovela, 131 Folgen)
- 2005: Tudo sobre... (Fernsehserie, 2 Folgen)
- 2006: Bocage (Miniserie)
- 2006: Quando Os Lobos Uivam (Fernsehserie, 13 Folgen)
- 2004–2005: Mistura Fina (Telenovela, 131 Folgen)
- 2005–2006: Dei-te Quase Tudo (Telenovela, 195 Folgen)
- 2006: Câmara Café (Fernsehserie)
- 2006–2007: Doce Fugitiva (Telenovela, 282 Folgen)
- 2007: O Capacete Dourado; Regie: Jorge Cramez
- 2007: Lobos; Regie: José Nascimento
- 2008: Casos da Vida (Fernsehserie, 2 Folgen)
- 2008–2009: Feitiço de Amor (Telenovela, 342 Folgen)
- 2009: Snipers (Kurzfilm); Regie: Luís Alvarães, Luís Mário Lopes
- 2009: Coisas de Que Não Falamos (Kurzfilm); Regie: Gonçalo Luz
- 2010: Cinemrama; Regie: Inês Oliveira
- 2010: A Bela e o Paparazzo; Regie: António-Pedro Vasconcelos
- 2010: Destino Imortal (Fernsehserie, 6 Folgen)
- 2010: A Maluquinha de Arroios (Fernsehfilm); Regie: Luís Rua
- 2010–2011: Sedução (Telenovela, 289)
- 2011: Efeitos Secundários; Regie: Paulo Rebelo
- 2012: Doce Tentação (Telenovela, 1 Folge)
- 2012: Em Câmara Lenta; Regie: Fernando Lopes
- 2012: Histórias Para Sempre (Fernsehserie)
- 2013: Bobô; Regie: Inês Oliveira
- 2013: Uma Família Açoriana (Miniserie)
- 2013–2014: Sol de Inverno (Telenovela, 282 Folgen)
- 2014: Mulheres (Fernsehserie, 1 Folge)
- 2014: Casanova Variations; Regie: Michael Sturminger
- 2015: Jogo de Damas; Regie: Patrícia Sequeira
- 2015: Tales from the Circus (Kurzfilm);Regie: Teresa Ramos
- 2015–2016: Poderosas (Telenovela, 296 Folgen)
- 2016–2017: Amor Maior (Telenovela, 333 Folgen)
- 2018–2019: Vidas Opostas (Telenovela, 312 Folgen)
- 2019–2021: Terra Brava (Telenovela, 261 Folgen)

### Regie
- 2023: A Hora dos Lobos (Fernsehfilm, Teil der RTP-Fernsehreihe Contado por Mulheres, Staffel 2, Episode 1)